# Dethick, Lea and Holloway
Dethick, Lea and Holloway är en civil parish i Amber Valley i Derbyshire i England. Civil parish har 1 027 invånare (2011).